# Gabriel Ramanantsoa

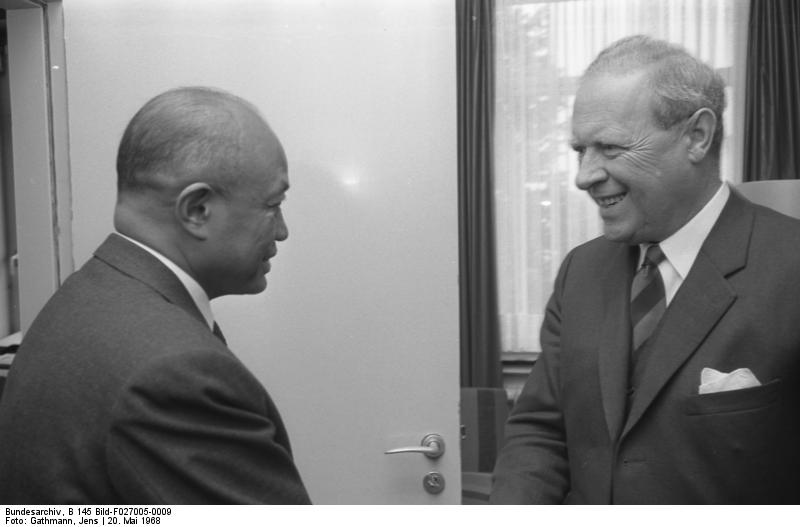
Gabriel Ramanantsoa (links), bij een bezoek in 1968 aan het ministerie van Buitenlandse Zaken van de Bondsrepubliek Duitsland

Gabriel Ramanantsoa (Antananarivo, 13 april 1906 - Parijs, 9 mei 1978) was de president en eerste minister van Madagaskar van 1972 tot 1975.
Ramanantsoa was een lid van de etnische groepering Merina en was afkomstig van een welgestelde familie. Hij diende in het Franse leger. Nadat Madagaskar onafhankelijk werd in 1960, nam hij dienst in het Malagassische leger en werd daar generaal. In mei 1972, te midden van massaal politiek protest, werd hij de eerste minister van het land, en een paar maanden later (op 11 oktober 1972), wanneer president Philibert Tsiranana afstand deed van zijn ambt, werd Ramanantsoa de president.
Ramanantsoa trachtte hij politieke verzoeningen te starten, na het massaal protest van de bevolking. In december 1974 werd de regering van Ramanantsoa bijna omvergeworpen. Op 5 februari 1975 deed hij afstand van zijn presidentschap. Hij werd opgevolgd door Richard Ratsimandrava, die het slechts 6 dagen volhield.